# チャップリンの失恋
『チャップリンの失恋』（The Tramp）は、チャーリー・チャップリンのエッサネイ社における6作目のサイレント映画。1915年公開。チャップリンが、エッサネイ社のカリフォルニア州のナイルズにあったスタジオで撮影した最後の作品である。チャップリンはこの作品以前にもおなじみの「放浪者」を演じていたが、今日よく知られている「心優しい放浪者」というキャラクター像は、本作において初めて登場したものと考えられている。実際に本作では、「放浪者」が自分よりも他者を思いやる場面や、物悲しい結末など、それまでの彼のスラップスティック調のキャラクター像からの脱却が窺える。共演はエドナ・パーヴァイアンス他。屋外の場面は全てナイルズ周辺で撮影された。

## あらすじ
「放浪者」がある農場の娘 (エドナ)に恋をし、一家の農場で働きはじめる。万事順調に見えたが、ある日娘に婚約者がいることを知り、「放浪者」は自分が一家の厄介者にならないよう、ひとり寂しく去って行く。農場を去る彼の後ろ姿は、スキップしたりステッキを振り回したりと、まるで彼のもと来た場所へ戻るのを喜んでいるように見えるのだった。

## キャスト
- チャーリー・チャップリン － 放浪者
- エドナ・パーヴァイアンス － 農場の娘
- フレッド・グッドウィンズ － 娘の父
- パディ・マクガイア － 農場の作男
- ロイド・ベーコン － 娘の婚約者
- レオ・ホワイト － 泥棒
- アーネスト・ヴァン・ペルト － 〃
- バド・ジェイミソン － 〃
- ビリー・アームストロング － 詩人

### 日本語吹替
- チャールズ・チャップリン - 森川智之
- エドナ・パーヴァイアンス - 中司ゆう花
- ロイド・ベーコン - 落合弘治
- アーネスト・ヴァン・ペルト - 駒谷昌男
- ナレーター - 羽佐間道夫
- 初回放送2014年10月11日スター・チャンネル[1]

この作品はサイレント映画だが、チャップリンのデビュー100周年を記念し、日本チャップリン協会監修のもと、スターチャンネルで日本語吹替が製作された。